# Hospital de la Caridad (Algeciras)
El Hospital de la Caridad de Algeciras es un edificio situado en la parte baja de la Villa Nueva de la ciudad originalmente construido para la asistencia hospitalaria y que hoy forma parte del equipamiento cultural de la ciudad.

## Historia
A principios del siglo XVII las necesidades hospitalarias de la recién nacida ciudad de Algeciras apenas eran solucionadas por el Hospital militar de la ciudad situado en la calle Imperial, hoy calle Alfonso XI. Este establecimiento no ofrecía la posibilidad de ingresar enfermos durante tiempos prolongados por lo que en 1748 la Hermandad de las hermanas de la Caridad solicitaron a Fray Tomás del Valle, obispo de Cádiz, licencia para construir un nuevo hospital que sustituyera el que ellas mismas gestionaban junto a la Capilla de Europa que por esas fechas había quedado pequeño. Dicha licencia fue aprobada y la construcción del hospital en la parte baja de la ciudad, cerca de la calle Tarifa comenzó ese mismo año con la financiación del obispado y sobre todo con las limosnas que se recogían en la ciudad.
En 1752 pudieron abrirse al uso hospitalario algunas salas de la parte superior del edificio y en 1768 su construcción se dio por terminada. Unos años antes, en 1754 se terminó la capilla del hospital, llamada Capilla de San Antón anexa a él. Desde un principio el hospital poseía dos plantas y dos patios, uno de ellos habilitado como cementerio. El patio principal posee aún en la actualidad una galería porticada con arcos de medio punto que comunica varias salas, éstas son amplias para permitir la ocupación de gran número de camas. Los dos patios están comunicados por una escalera de muy interesante factura que se considera el elemento arquitectónico más destacable del edificio.
A pesar del notable interés que la construcción del nuevo hospital despertó en la ciudad el siglo XVIII trajo una profunda crisis para el establecimiento hasta el punto de que hubo de ser el Hermano Mayor de la Hermandad de la Caridad, Juan Jerónimo de Lima, cuyo nombre aparece ahora en la plaza situada frente a la Capilla del hospital, quien se hiciera cargo personalmente de su mantenimiento. Tras su muerte fue el Ayuntamiento de la ciudad quien voluntariamente lo mantuviera en uso hasta que se dispuso por Real Orden el 28 de octubre de 1822 que todos los ayuntamientos españoles debían mantener aquellos hospitales que no tuvieran medios para hacerlo por sí mismos.
Sin embargo el hospital no dejó de sufrir penalidades hasta que en 1892 las Hermanas Concepcionistas se hicieron cargo de él. Para ese momento la mitad de las estancias se encontraban abandonadas, fueron estas religiosas y el doctor Buenaventura Morón, médico de la ciudad muy reputado por su caridad hacia los ciudadanos menos pudientes quienes consiguieron mantener el edificio en uso y reparar aquellos desperfectos causados por el tiempo. Las principales obras de mantenimiento fueron llevadas a cabo en 1928 gracias a Joaquín Ibáñez Cordón, familiar del doctor Buenaventura Morón, quien financió las obras del ala oeste del hospital. En agradecimiento se puso su nombre a la plaza con la que colinda el edificio al oeste.
Desde mediados del siglo XX el edificio deja de prestar servicios por la construcción de nuevos centros de Salud en la ciudad y sobre todo por el Ambulatorio Central.

## Fundación Municipal de Cultura «José Luis Cano»
Tras una profunda restauración el edificio fue desde la década de 1990 sede de la Fundación Municipal de Cultura «José Luis Cano» renombrándose como edificio José Luis Cano. Sus estancias albergaron dos salas de exposiciones denominadas de Rafael Argelés y de Ramón Puyol en recuerdo de dos artistas locales. En el edificio también se realizaron actos culturales así como numerosos cursos y talleres y fue sede del aula de Música y Danza. Tras la desaparición de la Fundación municipal de Cultura «José Luis Cano» en 2012 y a instancias del Ayuntamiento de Algeciras el 12 de junio de 2013 se propuso el cambio de denominación del edificio a edificio de la Caridad anunciándose su habilitación como Museo municipal en sustitución de la Casa de los Guardeses que había tenido esa función desde 1995.